# Matinera cuacurta
La matinera cuacurta (Pellorneum malaccense) és una espècie d'ocell de la família dels pel·lornèids (Pellorneidae) que habita boscos i matolls de la Península Malaia, Sumatra, Borneo i altres illes properes.